# Capu Satului
Capu Satului – wieś w Rumunii, w okręgu Buzău, w gminie Odăile. W 2011 roku liczyła 50 mieszkańców.